# Flandrijske klasike
Flandrijske klasike (angleško: Flanders Classics) so uradno organizirana in povezana skupina organizatorjev sedmih enodnevnih kolesarskih klasik, ki potekajo po belgijski Flandriji, ustanovljena leta 2009. Dodatno pa je še organizator Dirke po Švici samo zunanji partner.

## Cilj
Cilj tega je, da se manjšim flamskim klasikam zagotovi uvrstitev v mednarodni kolesarski koledar in dvigne njihov status na višji nivo. Sodelovanje je že prineslo bolj ugoden datum za tri dirke; Gent–Wevelgem je zdaj na sporedu v nedeljo vmes med spomenikoma Milano–San Remo in Dirko po Flandriji; dirka Scheldeprijs je zdaj na sporedu vmes med spomenikoma Po Flandriji in Paris–Roubaix; dirka Brabantse Pijl pa je zdaj na sporedu pred vsemi tremi ardenskimi klasikami (Amstel Gold Race, Valonska puščica in Liège–Bastogne–Liège). Leta 2025 se bo pridružil še Amstel Gold Race.

## Klasike

### Glavne dirke
| Dirka                    | Trasa                | UCI        | Opomba                                                        |
| ------------------------ | -------------------- | ---------- | ------------------------------------------------------------- |
| Omloop Het Nieuwsblad    | Ghent - Ninove       | World Tour | konec februarja; prva dirka belgijske kolesarske sezone.      |
| Gent–Wevelgem            | Ghent - Wevelgem     | World Tour | konec marca; prva od treh nedeljskih kockastih klasik.        |
| Skozi Flandrijo          | Roeselare - Waregem  | World Tour | konec marca; od 2018 med Gent–Wevelgem in Po Flandriji.       |
| Dirka po Flandriji       | Antwerp - Oudenaarde | World Tour | zgodnji april; edini izmed petih spomenikov.                  |
| Scheldeprijs             | Terneuzen - Schoten  | ProSeries  | zgodnji april; med spomenikoma Po Flandriji in Paris–Roubaix. |
| Brabantse Pijl           | Leuven - Overijse    | ProSeries  | sredi aprila; pred vsemi tremi Ardenskimi klasikami.          |
| Brussels Cycling Classic | Bruselj - Bruselj    | ProSeries  | zgodnji junij; do 2012 znana kot Paris–Bruselj.               |

### Bodoča dirka
| Dirka            | Trasa               | UCI        | Opomba                                                 |
| ---------------- | ------------------- | ---------- | ------------------------------------------------------ |
| Amstel Gold Race | Limburg, Nizozemska | World Tour | sredi/konec aprila; edina zunaj Belgije od 2025 naprej |

### Zunanji partner
- Dirka po Švici, velika enotedenska etapna dirka, ki poteka sredi junija je samo zunanji partner.[3]